# Saint-Julien-du-Serre
 Saint-Julien-du-Serre  là một xã ở tỉnh Ardèche, vùng Auvergne-Rhône-Alpes ở đông nam nước Pháp.